# Cranaus flaviaculeatus
Cranaus flaviaculeatus is een hooiwagen uit de familie Cranaidae.